# 第35回NHK紅白歌合戦
『第35回NHK紅白歌合戦』（だいさんじゅうごかいエヌエイチケイこうはくうたがっせん）は、1984年（昭和59年）12月31日にNHKホールで行われた、通算35回目のNHK紅白歌合戦。21時から23時45分にNHKで生放送された。

## 概要
- この年5月12日よりNHKが放送衛星「ゆり2号a」によるアナログ試験放送を開始、BSのアンテナとチューナーさえあれば山間部や島部の難視聴地帯でも生放送で視聴出来るようになった[1]。
- 両組司会は森光子（以下「光子」と表記）・鈴木健二（2年連続）が担当。光子は第29回（1978年）以来6年ぶり3回目の紅組司会担当[2]。当時64歳の光子の司会は第66回（2015年）で親交があった黒柳徹子（第66回時点で82歳。同回の総合司会）に抜かれるまで紅白司会者の最年長記録となっていた（紅組司会としては現在も最年長記録を保持している）。
- 総合司会は前回担当者のタモリに替わって生方惠一が第33回（1982年）以来2年ぶりに復帰（前回生方は得点集計進行を担当）。
- 前回の実績から鈴木の白組司会続投は早々に決定。対する紅組司会についても、鈴木とのバランス（トーク技術）から当初はここ4年間の担当者だった黒柳の続投でほぼ決まりかけていた。しかし、この年9月に黒柳が「もう今年が引き時では」と辞退を申し入れる[3][4]。黒柳の辞退表明後、番組側は「鈴木とコンビを組める人物は司会経験者のベテランでなければならない」として黒柳が連続司会を始める前年の紅組司会で、本紅白を以って引退する都はるみと同期で盟友の水前寺清子の再起用を検討したという。そして水前寺の起用が濃厚となったが、直後光子の紫綬褒章受章のニュースが飛び込み、話題性・実績・歌手からの信頼感・過去2回の紅組司会経験から最終的に彼女の起用が決定した。前回の黒柳が鈴木より年下であるのに対し、光子は鈴木より9歳上であり、年上女性を気配る優しい姿の鈴木が見られるのではとの思いもあったという[5]。その他、都が紅組司会を務めるとの報道もあった[6]。
  - ただし、番組側は元々光子や水前寺の起用を考えていたところ、黒柳が勝手に「今年は働き過ぎ。大晦日は休みたい」と辞退宣言をしたとも主張している[7]。
- 総合司会に関しては、当初番組側は山川静夫（当時NHKアナウンサー）を再登板させる方向でギリギリまで調整したが、前回白組司会を先輩である鈴木に交代させられたことによるショックおよびまたこのことが原因による鈴木との当時不仲ぶりが原因で山川が固辞し、生方が再登板したとも伝えられている。このような形での生方起用も後述の「事件」に繋がったとの見方もある[8]。
- 司会発表会見で光子・鈴木は当時流行中だった国鉄のキャンペーン「フルムーン」をもじった「ゴールデンムーンコンビ」と紹介される。鈴木が「森さんが紫綬褒章なら、私は重要無形（無毛）文化財」と述べ頭に手をやるというパフォーマンスをした[5]。
- 今回より、前回よりも各1組減少の紅白出場歌手各合計20組となる（第38回（1987年）まで）。
- 前回制定された個人賞「金杯・銀杯」について、今回から金杯の受賞者は優勝チームから、銀杯の受賞者は敗退したチームから選ばれることとなった。トロフィーのデザインも改められ、『クイズ面白ゼミナール』のゼミナール賞に贈られるトロフィーのようにどこから見ても音符の形に見える形状となっている。この回の金杯・銀杯の授与は、それぞれトリを務めた都に金杯、森進一に銀杯と決定した。
- 今回の歌手リーダーについて、紅組は水前寺、白組は北島三郎（4年連続）がそれぞれ務めた。第32回（1981年）、第33回で紅組リーダーを務めた水前寺は前回この座を都に譲ったが、今回2年ぶりにこの座に復帰した。
- 年内での引退を表明していた都の最後の舞台ということで、非常な注目を集めた。都は紅組トリおよび大トリを務め、結果的に今回の平均視聴率は「78.1%」、都登場時の瞬間最高視聴率は「84.4%」[9]（いずれもビデオリサーチ社調べ、関東地区）であった。平均視聴率が70%を超えたのは今回が最後である。ちなみに、翌年の第36回以降、平均視聴率は70%を越えておらず、低下傾向にある。
- ショーコーナーで京都市出身同士の光子と都が「[祇園小唄」をデュエットする場面があった。
- この年開催のロサンゼルスオリンピックで銅メダルを獲得した女子バレーボール日本代表チームの江上由美（現：丸山由美）が審査員に起用された。オリンピックのメダル獲得者の審査員選出はこれが初めてだった[10]。以後、オリンピック開催年にメダル獲得者が審査員に起用されることが恒例となる。
- 優勝は紅組。
- 光子は生涯最後の紅白の司会担当となった[11]。ただし、第36回も紅組司会の候補に挙がり濃厚であったが、最終的に紅組司会は森昌子に交代。

### 都はるみのラストステージ
都のステージは異様な程の興奮に包まれ、語り継がれている。
人気絶頂だったこの年3月、都は「普通のおばさんになりたい」の流行語と同時に突然の引退を宣言。ラストステージとなる本紅白では引退の花道として大トリを務めることになり、本紅白は例年以上に注目を浴びていた。都の歌唱前、鈴木が光子に「司会者としての言葉は要りません。人生の先輩として言葉を送ってあげてください」と述べ、光子が両目に涙を浮かべながら「デビューして、20年。満開のまま散りたいという、都はるみさん…都はるみさんは、デビュー20年そして紅白出場も20回です。そして今夜のこの紅白を、最後の花道として、歌手生活に別れを告げます。あと、十何分間で北村春美（=都の本名）さんです。20年間ありがとう、さようなら…全国の皆さん、『夫婦坂』です」との曲紹介に送られ、都は大歓声のステージへと降りていった。
都は大トリ曲だった「夫婦坂」を涙を堪えて歌いきるも、歌唱終了直後に一礼したまま感極まって顔を上げられなくなり、会場からは割れんばかりの拍手が30秒以上に渡って続いた。そのうち会場からは「アンコール、アンコール…」の大声が鳴り響いた。この時、鈴木は泣き崩れそうになり立ち尽くしたままの都に同意を求め、「紅白史上初のアンコール」が行われ、オーケストラは都の代表曲「好きになった人」を演奏。都は1コーラス目では大粒の涙を流したまま声が詰まって全く歌えず、他の歌手たちが都を囲んで大合唱（紅組歌手の中には水前寺・八代亜紀・石川さゆり・小柳ルミ子など、泣きながら都に寄り添い歌唱していた）。2コーラス目には鈴木や他歌手達の催促もあり、都は最後の力を振り絞る様に声を震わせながら歌唱した。
このアンコールが起こった際に鈴木が発した「私に1分間時間をください」の句を含むスピーチは、放送史上に残るもので、次の通りであった。
鈴木の行為は当時司会の逸脱が過ぎるとの批判も受けたが、この「私に1分間時間をください」は当時の流行語となり、後に放送史に残る名文句の一つとなった。
実際は一連の段取りについて、鈴木本人やスタッフは周到に計画していた（ただし鈴木のこの台詞は台本になく本人自身の言葉であった）。当初、番組の中盤に都が「夫婦坂」を歌い、大トリの歌唱が終わった直後にアンコールに応えてもらうという計画があった（都のラストステージであるため、番組を盛り上げるためにも、彼女には真ん中と最後とで2曲歌ってもらうのがベストと考えるスタッフがいた）。しかし役員待遇の鈴木は、紅白の選曲はあくまでも1人1曲であり、将来の選曲方法に影響することを危惧して、この計画に反対。ただし、大トリで都が「夫婦坂」を歌い、そのままアンコールに応えてもらうのは問題がなく、自然な流れであると提案した。この鈴木の提案が採用され、スタッフは都にアンコールに応えてもらえるよう交渉を行ったが、都は「夫婦坂」1曲に集中したいとの願いから、この申し出を頑なに拒否。しかし、スタッフは諦めることなく、台本は「夫婦坂」を歌い終わった後の部分を、3分間の空白のページにした（実際、大トリの都が歌い出したのは23:30という紅白の大トリとしては異例の早い時刻だった）。スタッフは「もし都さんが歌えなくても、集まっている出場歌手で合唱とすれば良い演出になるだろう」と踏んでいた。当初鈴木の交渉は、本番直前に行われた「通しリハーサル」で決定されたが、この時点では両軍歌手リーダー（水前寺・北島）とバンド指揮のダン池田に交渉することになっていた。ところが本番になり、鈴木は突如直接都本人に交渉する。なお、「私に1分間時間をください」の「1分間」とは、都に交渉し始めてから「好きになった人」の演奏が始まるまでの時間で、事前に鈴木が計算していた。
今回の出場歌手数を20組に減らしたのは、都の「さよならコーナー」を制作するためとの推測も流れていた。「アンコ椿は恋の花」（都は紅白で歌唱歴がなかった）、第16回（1965年）での初出場時に歌唱した「涙の連絡船」、第27回（1976年）での初紅組トリおよび大トリ担当時に歌唱した「北の宿から」、本紅白直前の12月21日に発表した五木ひろし（都と同期）とのデュエット曲「ふたりのラブ・ソング」などをメドレーで歌唱するのでは噂されたが、実際は「夫婦坂」1曲であった。
都に対抗する白組トリについては、『日本歌謡大賞』と『日本レコード大賞』を受賞した「長良川艶歌」を持つ五木と、『日本作詩大賞』を受賞した「北の螢」を持つ進一による事実上の一騎討ちとなった。最終的に都と五木は同期で親しい間柄だが、ここ数年における都の対抗者が進一（五木の対抗者は八代だった）ということが決め手となって、進一の起用が決定した。
本放送終了後には、都を送るべく出場歌手一同によって「アンコ椿は恋の花」の大合唱も行われた。1994年に『思い出の紅白歌合戦』（BS2）で本紅白が再放送された際、その模様も特典映像として放送された。
都は5年後の第40回（1989年）に出場（「アンコ椿は恋の花」を歌唱）し、これを機に歌手活動を再開させている（同日のみの復帰と発表していたが、翌1990年歌手活動を完全再開。なお、1987年には音楽プロデューサーとして活動再開していた）。本紅白から10年後の第45回（1994年）では今回以来の大トリを務めた（復帰翌年の第41回でも紅組トリの経験あり）。

### ミソラ事件
大トリの異様な雰囲気が続いた状況の中、生方は「もっともっと沢山の拍手を、「ミソラ…」、ミヤコさんにお送りしたいところですが、何ぶん限られた時間です。審査の得点の集計に入りたいと思います。」と、都の名前を美空ひばりと言い間違えてしまう失態を演じ、またこれにより鈴木の「私に1分間時間をください」の名フレーズをも吹き飛ばしてしまうほど各方面で大きく話題となり、さらにはその言い間違いがNHK内外を問わず問題視されることとなった。

### その他
都の一件以外にも、今回はハプニングや舞台裏の様子が何かと注目された。
- 都同様に、高田みづえも大相撲で当時大関の若嶋津六夫との結婚を機に、歌手活動を引退するのではと噂された時期であった。高田自身紅白出場は今回を最後と密かに決意しており、「秋冬」の歌唱中に感極まり、思わず涙ぐむシーンが見られた。翌1985年6月に高田は芸能界を引退、同年9月に高田と若嶋津は結婚披露宴を挙げた[16]。
- 水前寺清子と細川たかしの対戦では同じ「浪花節だよ人生は」が歌われ、紅白史上唯一の同曲対決となった。細川は出だしの歌詞「飲めと言われて素直に飲んだ」を「肩を抱かれてその気になった」と間違えて歌い、再び「肩を抱かれて…」と歌ったところで「すいません、間違えました」とその場で謝った。
- 「ミス・ブランニュー・デイ」で出場を確約されていたとされるサザンオールスターズが直前になって落選。以後、この年から自身で年越しライブを行うようになり、ミュージシャン自身によるオリジナルのカウントダウンコンサートの走りとなった。
- 前回は妊娠・産休により出場辞退（ただし、応援ゲストで登場）した石川さゆりが、第33回（1982年）以来2年ぶりに復帰を果たす。歌唱曲は大相撲の現役力士で当時大関・琴風豪規とのデュエット曲「東京めぐり愛」だったが、琴風は出演しなかったため、都、水前寺、八代亜紀、小林幸子が白いタキシードにソフト帽の出で立ちで琴風のパートの一部を歌唱した。

## 司会者
- 紅組司会：森光子
- 白組司会：鈴木健二アナウンサー
- 総合司会：生方惠一アナウンサー
- テレビ中継：千田正穂アナウンサー
- ラジオ中継：金子辰雄アナウンサー

## 演奏
- ステージ：ダン池田とニューブリード・東京放送管弦楽団（指揮 ダン池田）
- オーケストラボックス：豊岡豊とスィング・フェイス・東京放送管弦楽団（指揮 豊岡豊）

## 審査員
- 江上由美[注 1]（バレーボール選手）：1984年ロサンゼルスオリンピックバレーボール女子銅メダル。
- 釜本邦茂（ヤンマーディーゼルサッカー部監督）：この年、現役を引退。
- 名取裕子（女優）：翌年の大河ドラマ『春の波涛』の松井須磨子役。
- 風間杜夫（俳優）：同じく『春の波涛』の福澤桃介役。
- 石井幹子（照明デザイナー）：翌年開催の国際科学技術博覧会の照明を担当。
- 連城三紀彦（作家）：この年『恋文』で第91回直木賞を受賞。
- 里中満智子（漫画家）：漫画『天上の虹』の作者。
- 衣笠祥雄（広島東洋カープ内野手）：この年のカープの日本一に貢献し、セ・リーグMVP。
- 松坂慶子（女優）：『春の波涛』の主人公・川上貞奴役。
- 市川海老蔵（歌舞伎俳優）：翌年十二代目・市川團十郎を襲名。
- 菊池綜一･NHK番組制作局長
- ほか地方審査員のみなさん16名[17]と会場審査員（NHKホールの観客全員）

## 大会委員長
- 川口幹夫･NHK放送総局長

## 出場歌手
紅組、      白組、      初出場、      返り咲き。
| 曲順 | 組 | 歌手名       | 回 | 曲目                                 |
| ---- | -- | ------------ | -- | ------------------------------------ |
| 1    | 紅 | 早見優       | 2  | 誘惑光線・クラッ!                    |
| 2    | 白 | シブがき隊   | 3  | アッパレ! フジヤマ                   |
| 3    | 紅 | 堀ちえみ     | 初 | 東京Sugar Town                       |
| 4    | 白 | 舘ひろし     | 初 | 泣かないで                           |
| 5    | 紅 | 高田みづえ   | 7  | 秋冬                                 |
| 6    | 白 | 千昌夫       | 12 | 津軽平野                             |
| 7    | 紅 | 河合奈保子   | 4  | 唇のプライバシー                     |
| 8    | 白 | 西城秀樹     | 11 | 抱きしめてジルバ -Careless Whisper-  |
| 9    | 紅 | 研ナオコ     | 8  | 名画座                               |
| 10   | 白 | 山本譲二     | 4  | 奥州路                               |
| 11   | 紅 | 川中美幸     | 4  | ふたりの春                           |
| 12   | 白 | 新沼謙治     | 9  | 旅先の雨に                           |
| 13   | 紅 | 中森明菜     | 2  | 十戒 (1984)                          |
| 14   | 白 | 近藤真彦     | 4  | ケジメなさい                         |
| 15   | 紅 | 松田聖子     | 5  | Rock'n Rouge                         |
| 16   | 白 | 郷ひろみ     | 12 | 2億4千万の瞳-エキゾチック・ジャパン- |
| 17   | 紅 | 水前寺清子   | 20 | 浪花節だよ人生は                     |
| 18   | 白 | 細川たかし   | 10 | 浪花節だよ人生は                     |
| 19   | 白 | チェッカーズ | 初 | 涙のリクエスト                       |
| 20   | 紅 | 小泉今日子   | 初 | 渚のはいから人魚                     |
| 21   | 白 | 村田英雄     | 23 | 冬の海                               |
| 22   | 紅 | 牧村三枝子   | 4  | 冬仕度                               |
| 23   | 白 | 沢田研二     | 12 | AMAPOLA                              |
| 24   | 紅 | 髙橋真梨子   | 初 | 桃色吐息                             |
| 25   | 白 | 田原俊彦     | 5  | チャールストンにはまだ早い           |
| 26   | 紅 | 小柳ルミ子   | 14 | 今さらジロー                         |
| 27   | 白 | 芦屋雁之助   | 初 | 娘よ                                 |
| 28   | 紅 | 石川さゆり   | 7  | 東京めぐり愛                         |
| 29   | 白 | 菅原洋一     | 18 | 忘れな草をあなたに                   |
| 30   | 紅 | 岩崎宏美     | 10 | 20の恋                               |
| 31   | 白 | 大川栄策     | 2  | 盛り場おんな酒                       |
| 32   | 紅 | 森昌子       | 12 | 涙雪                                 |
| 33   | 白 | 三波春夫     | 27 | 大利根無情                           |
| 34   | 紅 | 島倉千代子   | 28 | からたち日記                         |
| 35   | 白 | 北島三郎     | 22 | まつり                               |
| 36   | 紅 | 八代亜紀     | 12 | 恋瀬川                               |
| 37   | 白 | 五木ひろし   | 14 | 長良川艶歌                           |
| 38   | 紅 | 小林幸子     | 6  | もしかして                           |
| 39   | 白 | 森進一       | 17 | 北の螢                               |
| 40   | 紅 | 都はるみ     | 20 | 夫婦坂                               |

- 前回の出場歌手の中より今回不選出となった歌手は以下（但し、前回にデュエット曲の各サポート役として特別出演した、岡千秋とシルヴィアを除く）。
  - 紅組：青江三奈・杏里・柏原芳恵・榊原郁恵・日野美歌
  - 白組：ALFEE・梅沢富美男・サザンオールスターズ・野口五郎

## 出場歌手希望世論調査の結果
| 順位 | 女性       | 女性 | 男性         | 男性 |
| 順位 | 歌手       | 出場 | 歌手         | 出場 |
| ---- | ---------- | ---- | ------------ | ---- |
| 1位  | 森昌子     | ○    | 五木ひろし   | ○    |
| 2位  | 中森明菜   | ○    | 細川たかし   | ○    |
| 3位  | 松田聖子   | ○    | 森進一       | ○    |
| 4位  | 小林幸子   | ○    | 北島三郎     | ○    |
| 5位  | 都はるみ   | ○    | チェッカーズ | ○    |
| 6位  | 小泉今日子 | ○    | 近藤真彦     | ○    |
| 7位  | 川中美幸   | ○    | 千昌夫       | ○    |
| 8位  | 八代亜紀   | ○    | 田原俊彦     | ○    |
| 9位  | 美空ひばり | ×    | シブがき隊   | ○    |
| 10位 | 石川さゆり | ○    | 郷ひろみ     | ○    |
| 11位 | 島倉千代子 | ○    | 新沼謙治     | ○    |
| 12位 | 水前寺清子 | ○    | 吉川晃司     | ×    |
| 13位 | 小柳ルミ子 | ○    | 大川栄策     | ○    |
| 14位 | 岩崎宏美   | ○    | 三波春夫     | ○    |
| 15位 | 河合奈保子 | ○    | 沢田研二     | ○    |

出典は『読売新聞』。